# Anza (torrente)
L'Anza (Vispu in Titsch, la locale lingua walser) è un torrente dell'Ossola.

## Percorso

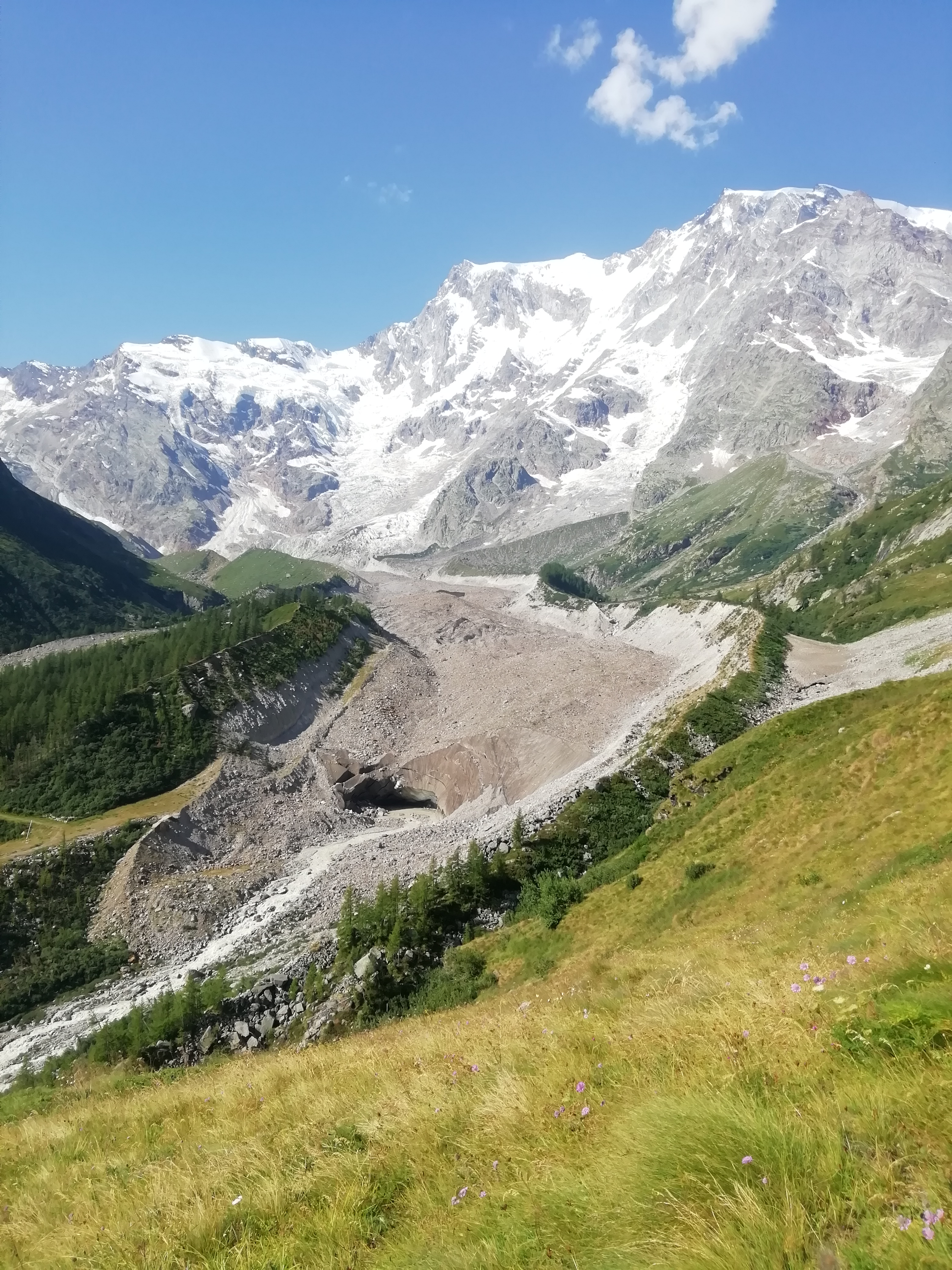
i primi metri dell'Anza

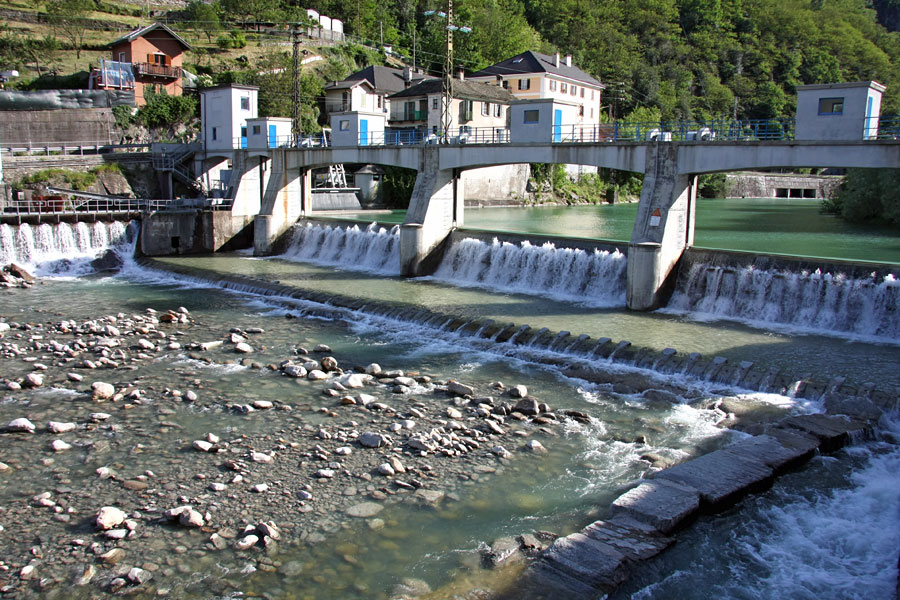
Sbarramento sul torrente a Piedimulera

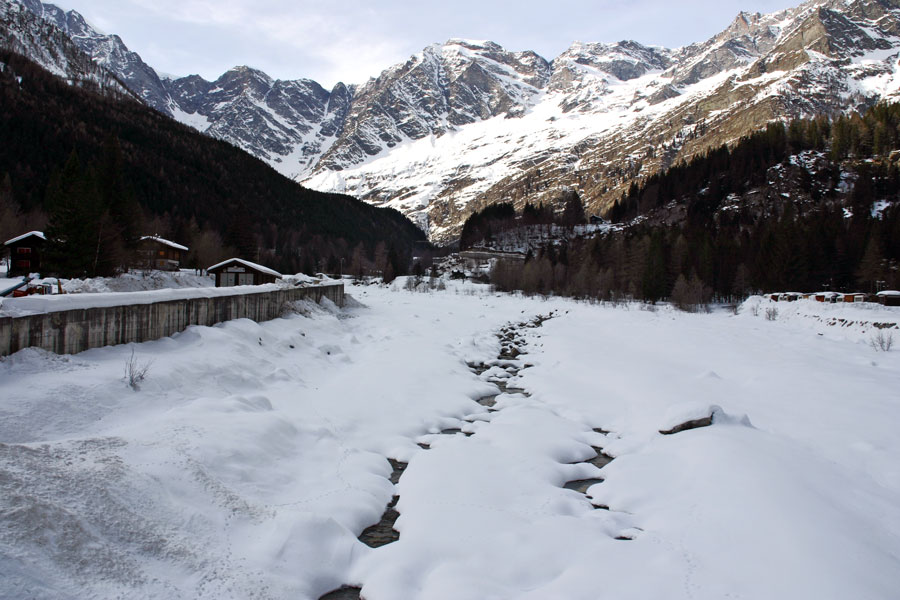
L'Anza in inverno

Il torrente nasce dal Ghiacciaio del Belvedere nel comune di Macugnaga, lambisce l'alpe Burky e le frazioni di Pecetto, Opaco, Ripa, Staffa, Ronco, Testa, Isella, Borca, Fornarelli e Pestarena. Successivamente solca interamente la Valle Anzasca, sino a confluire nel Toce a valle di Piedimulera.
In territorio di Macugnaga l'Anza è alimentato da numerosi affluenti. I primi corsi d'acqua che si immettono nell'Anza sono il torrenti che raccolgono le acque di disgelo, dapprima quello che capta complessivamente le acque tra le cime Jazzi e Nuovo Weissthor, seguito a breve distanza da quello che giunge dal ghiacciaio di Roffel Occidentale. Nei pressi dell'alpe Burky, l'Anza riceve le acque del Fontanone, grossa risorgiva alimentata dal Ghiacciaio del Belvedere che sgorga poco sotto l'alpeggio. Poco dopo è il torrente Pedriola a sfociare nell'Anza. Il Pedriola è l'emissario del Lago delle Locce, piccolo bacino originato dalla fusione del ghiacciaio omonimo, che ne delimita il versante nord e che attraversa anche l'omonima alpe, dove sorge il Rifugio Zamboni-Zappa, dopo di che scorre incassato in un profondo vallone, ricevendo le acque di fusione del Ghiacciaio del Belvedere e quelle provenienti dalla zona dell'alpe Rosareccio. Nei pressi del parcheggio della seggiovia Pecetto-Burky l'Anza riceve le acque del torrente Roffel. 
A valle di Staffa, l'Anza riceve il suo principale tributario nel territorio di Macugnaga, il torrente Tambach, il quale nasce sotto le ripide pareti dell'alpe Bill dall'unione di alcuni ruscelli provenienti dalla zona del Monte Moro, originando una bella cascata visibile da Pecetto; successivamente scorre parallelamente alla passeggiata pedonale che da Pecetto conduce all'antico Dorf, lambendo la stazione di partenza della funivia Macugnaga-Bill, ed attraversa il centro di Staffa, scorrendo proprio a lato della piazza principale. È qui che riceve il maggiore affluente, l'Horlovono. Questo si origina dalle acque che scaturiscono nella zona delle alpi Sonobierg e Bill, in seguito scorre ripidamente verso la valle, lambendo la località Prati. Nei pressi della piazza di Staffa si immette da sinistra nel Tambach. Dopo aver ricevuto le acque dell'Horlovono, il Tambach si allontana dal centro di Staffa, sottopassa il sentiero che conduce ai caseggiati del Ronco e, poco oltre, va a confluire nell'Anza.
Il Tambach alimenta pure un piccolo corso d'acqua che attraversa l'antico Dorf. Questo piccolissimo rio si origina dal Tambach, poco a valle di Pecetto, nel punto in cui inizia il sentiero che conduce all'alpe Bill. Successivamente il minuscolo ruscello scorre nei verdi prati situati a sinistra della passeggiata pedonale Pecetto-Staffa (il Tambach scorre invece a destra), giunto alle porte dell'antico Dorf walser, si immette in una piccola vasca, alimentando tra l'altro anche una fontana, dopo di che scorre proprio a lato della Chiesa Vecchia e del Tiglio secolare (il Vecchio Tiglio), infine, si reinmette nel Tambach, nei pressi della stazione di partenza della funivia Macugnaga-Bill.
Altro affluente dell'Anza è il Rio (della) Testa / Tieschtbach, che si origina dalle acque provenienti dallo Joderhorn, scorrendo nella valle in cui si trovano i casolari dell'alpe Meccia, infine si immette nell'Anza nei pressi della frazione Testa.
Decisamente importante è il torrente Quarazza /  Kratzbach, che percorre l'omonima Val Quarazza, laterale della Valle Anzasca. Si origina in alta valle, nei pendii sottostanti il Passo del Turlo, dopo di che riceve le acque di numerosi affluenti. Successivamente attraversa Crocette, avamposto delle miniere aurifere del paese e si immette nel bacino artificiale, la cui realizzazione determinò la sommersione di buona parte della frazione di Quarazza /  Kratz. Successivamente il torrente prosegue bagnando Fornarelli per immettersi, infine, nell'Anza, poco a valle di Borca.
Tributario dell'Anza è anche il torrente Val Rossa, proveniente dai ripidi pendii del Monte Battel che si immette nell'Anza a monte di Pestarena.

## Principali affluenti
I principali affluenti dell'Anza sono i torrenti Pedriola, Tambach, Orlovono e Quarazza a Macugnaga e il torrente Olocchia a Bannio Anzino.